# 筋弛緩薬
- きんしかんやく
- きんちかんやく
- きんしかんざい
- きんちかんざい

筋弛緩剤（きんしかんやく）または筋弛緩剤は、神経・細胞膜などに作用して、筋肉の動きを弱める医薬品である。作用部位により、中枢性筋弛緩薬と末梢性筋弛緩薬に分類される。末梢性筋弛緩薬のうち、神経筋接合部に作用するものは神経筋遮断薬と呼ばれ、作用機序から、脱分極性と非脱分極性に大別される。日本では、非脱分極性筋弛緩薬のロクロニウムが頻用されている。
薬理学的には、幾つかの作用機序を持つものの、麻酔科領域では、筋弛緩薬と神経筋遮断薬が同一視されていることが多い。
主として、気管挿管や、全身麻酔下の手術時に用いられる。かつては、医師達に読み方として「きんちかんざい」と呼び習わされることが多かったとされる。

## 概要
筋肉による不随意運動や緊張が、なんらかの症状を生み出している場合や、医学的な処置を妨害してしまう場合に投与される。現代の全身麻酔下の手術においては、不可欠の薬剤である。
日本では筋弛緩剤点滴事件の影響で広く一般に知られるところとなったため、毒物のイメージが先行している。実際、医師によって正しく用いられない場合、呼吸不全で死亡してしまうので、筋弛緩薬は毒薬として取り扱われている。
天然の筋弛緩をもたらす薬物として、フグ毒であるテトロドトキシンや、ボツリヌス菌の毒素ボツリヌストキシンが知られており、これらの中毒を放置すると呼吸不全によって死亡することがある。d-ツボクラリンは「クラーレ」とも呼ばれる非脱分極性筋弛緩薬であるが、狩猟に使う毒矢に塗る成分として使われた。

## 筋弛緩作用のある薬剤

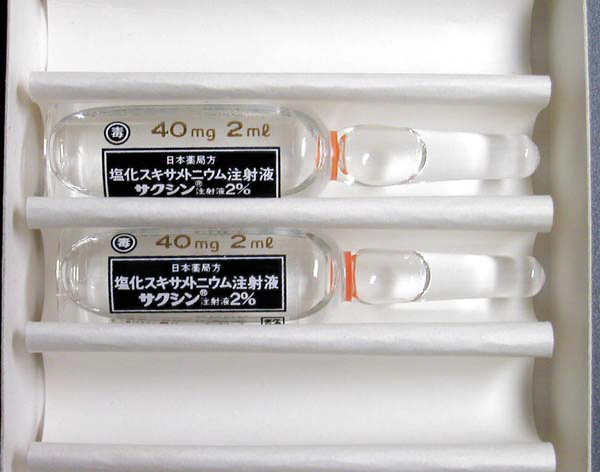
スキサメトニウム　2%注射液

スクシニルコリンあるいはスキサメトニウム
即効性かつ数分で回復する脱分極性筋弛緩薬であり、精神科の電気痙攣療法の際の筋弛緩などにも適応となる。
ベクロニウム、パンクロニウム、ロクロニウム
神経筋接合部（NMJ）におけるアセチルコリン受容体を遮断する、非脱分極性筋弛緩薬。
A型ボツリヌス毒素
神経筋接合部において、神経末端からのアセチルコリン放出を遮断する。眼瞼痙攣やジストニアなどに適応がある。
ダントロレンナトリウム
横行小管から筋小胞体への興奮の伝達過程を遮断し、筋小胞体からのカルシウムイオンの放出を抑制する。悪性高熱症、悪性症候群の治療に使われる。
バクロフェン
中枢性筋弛緩薬。γ-アミノ酪酸（GABA）に作用する。GABAB受容体に選択性が高い。
芍薬甘草湯
漢方薬としては珍しく速効性がある。平均6分程で効果が発現し、4～6時間効果が持続する。「こむら返り」などでしばしば処方される。

## 鎮痙薬

### 臨床使用
チザニジンのような筋弛緩薬は、緊張性頭痛の治療に処方されている 。カリソプロドールは、高齢者、妊娠中の女性、うつ病に苦しむ人々、薬物やアルコール中毒歴がある人には推奨されない。

### 作用
中枢神経の抑制を増強するために、多くの鎮痙薬は鎮静・眠気の副作用がある。それは長期使用で依存を起こす。これらのいくつかの薬物は乱用リスクがあるため、それらの処方は厳密に規制されている。
ジアゼパムなどのベンゾジアゼピンは、中枢神経のGABA受容体に作用する。それはどのような筋肉痙攣症状の患者にも使用でき、緊張を軽減する量でほとんどの人に鎮静効果がある。

## 適応
- 全身麻酔導入時や手術時の筋弛緩
  - 気管挿管時の使用
  - 筋緊張が術野確保の障害となる場合の筋弛緩
  - 手術侵襲による反射的筋収縮の抑制
- 骨折の非観血的整復の際の筋弛緩
- ジストニアなどの不随意運動の抑制
- 痙攣の抑制
- 頸肩腕症候群、腰痛症
- 痙性麻痺